# الاحتجاجات المنغولية 2021
الاحتجاجات المنغولية 2021 كانت مظاهرات حاشدة وإضرابًا على مستوى البلاد بلغ ذروته في سقوط رئيس الوزراء بعد أن خرج المتظاهرون إلى الشوارع بالآلاف، احتجاجًا على استجابة الحكومة لوباء كوفيد 19 في منغوليا بين 20-22 يناير 2021. طالب المتظاهرون بإسقاط الحكومة والرئيس بسبب الفشل في احتواء الجائحة المتزايدة رغم رصد 1584 حالة و3 وفيات.